# Pareulype grisescens
Pareulype grisescens är en fjärilsart som beskrevs av Eugen Wehrli 1920. Pareulype grisescens ingår i släktet Pareulype och familjen mätare. Inga underarter finns listade i Catalogue of Life.